# Didymodon subulatus
Didymodon subulatus är en bladmossart som beskrevs av Christian Schkuhr 1811. Didymodon subulatus ingår i släktet lansmossor, och familjen Pottiaceae. Inga underarter finns listade i Catalogue of Life.